# Inte värre än andra
Inte värre än andra är en svensk dramakomediserie från 2013. Den sändes i tio delar på SVT, på svenska och svenskt teckenspråk. Den är regisserad av Louis Neethling. Filip Burman har skapat den och skrivit manuset med Stina Sturesson Svansjö.
Serien handlar om TV-reportern Helena som gör en hemlig dokumentär om Calle som bor med sina döva föräldrar.

## Rollista i urval
Huvudrollen: Kicki - Linnéa Nyman
Nisse - Lars Otterstedt
Tolken Susanne – Michaela Berner
Olle – Sebastian Embacher
Tolken Morgan – Robert Fransson
Samir – Per Graffman
Alexander – Charlie Gustafsson
Calle – Robert Ingvarsson
Amanda – Fanny Klefelt
Helena – Helena Nizic
Bo – Ingvar Örner